# Dalenergosetproekt Vladivostok
Le Dalenergosetproekt Vladivostok est un club russe de tennis de table. L'équipe féminine du club est devenu le premier club russe à remporter une coupe d'Europe féminine en 2008.

## Effectif 2011-2012
- Magaryta Pesotska
- Viktoria Pavlovich
- Anna Tikhomirova

## Palmarès
- ETTU Cup (1)
  - Vainqueur en 2008
  - Finaliste en 2012
- Championnat de Russie (1)
  - Champion en 2012